# Palpares contrarius
Palpares contrarius is een insect uit de familie van de mierenleeuwen (Myrmeleontidae), die tot de orde netvleugeligen (Neuroptera) behoort. 
Palpares contrarius is voor het eerst wetenschappelijk beschreven door Walker in 1853.